# 胚軸

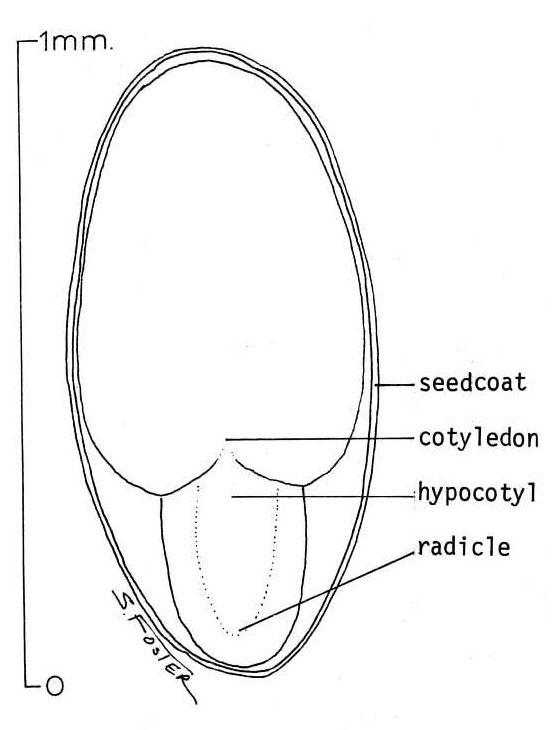
Scouler's willow (Salix scouleriana) 種子の略図

胚軸（はいじく、英: hypocotyl、"hypocotyledonous stem"〔子葉より下〕の短縮形）は、発芽した苗の茎であり、子葉 (cotyledon) の下、幼根 (radicle) の上に位置している。

## 双子葉植物
発芽時に植物の胚が生長すると、幼根と呼ばれる芽を出す。幼根は一次根となり土壌に入り込む。幼根の発生後、胚軸が発生し、胚葉（子葉）と第一本葉に成長する幼芽を伴っている生長点（大抵種皮を含む）を地上から持ち上げる。胚軸は、若い植物の成長を担う一次器官であり、茎へと発達する。

## 単子葉植物
穀物やその他のイネ科植物のような単子葉植物の初期成長は、幾分異なる。子葉鞘と呼ばれる構造（本質的に子葉の一部）が成長して土壌から外に出る際の幼茎および幼芽を保護している。地中の種子と幼芽との間の部分である中胚軸 (mesocotyl) が伸長し土壌に到達すると、幼芽のすぐ真下から二次根が発生する。幼根から発達した一次根はその後それ以上は発達しない。中胚軸は胚軸の一部分であり、子葉の一部分でもあると考えられている。
全ての単子葉植物がイネ科植物のように発達する訳ではない。タマネギは最初は上記と同様に発達し、種子および内胚乳が持ち上げられる。次に、第一本葉が幼根と鞘状の子葉の間に位置する節から発達し、子葉を越えて成長する。

## 貯蔵器官
一部の植物では、胚軸は貯蔵器官として肥大する。例えば、シクラメン、Gloxinia、セロリアックなどである。シクラメンでは、貯蔵器官は塊茎 (tuber) と呼ばれる。